# Brian Kettle
Brian Kettle (* 22. April 1956 in Prescot) ist ein ehemaliger englischer Fußballspieler. Der linke Außenverteidiger war in den 1970ern lange Jahre beim FC Liverpool beschäftigt, kam dort jedoch zumeist nur als Stammspieler der Reserveteams zum Einsatz. Er wechselte 1980 zum Viertligisten Wigan Athletic, bevor kurz darauf Verletzungsprobleme dafür sorgten, dass er nur noch im Amateurbereich spielte und später trainierte.

## Sportlicher Werdegang
Als talentierter Spieler seiner heimischen Schulmannschaft fiel Kettle der Vereinsführung des FC Liverpool auf. Bill Shanklys Assistent Tom Saunders sorgte letztlich dafür, dass sich Kettle der Jugendabteilung der „Reds“ anschloss und der Umworbene ein gleichzeitiges Angebot des FC Burnley ausschlug. Nach guten Trainingseindrücken stattete ihn der FC Liverpool mit einem Vertrag aus und somit schien ein Weg bis hin zum Profiteam geebnet. Dieser stellte sich jedoch in den folgenden sieben Jahren als zu steinig dar, denn gegen die vereinsinternen Konkurrenten Alec Lindsay, Joey Jones und Alan Kennedy konnte er sich nie dauerhaft durchsetzen. Vielmehr war er eine feste Größe in der Reservemannschaft, die ihrerseits jedoch mit zahlreichen Meistertiteln in der Central League und Erfolgen im Liverpool Senior Cup auf sich aufmerksam machte. Diese B-Elf führte Kettle oft als Mannschaftskapitän an.
Am 4. November 1975 debütierte er als Vertretung des verletzten Joey Jones im UEFA-Pokal gegen Real Sociedad San Sebastián. Beim 6:0-Heimsieg zeigte er eine gute Leistung, war an der Entstehung einer Reihe von Toren beteiligt und wurde von Teilen der Presselandschaft gar als „Mann des Spiels“ ausgezeichnet. Zwar gab er knapp einen Monat später gegen den FC Arsenal (2:2) auch seinen Einstand im englischen Erstligafußball, aber seine Rolle war zumeist auf die des „13. Manns“ beschränkt. In der Funktion als Sicherheit für einen plötzlichen Verletzungsausfall reiste er häufig zu Auswärtsspielen des FC Liverpool mit, obwohl er häufig für das Spiel selbst nicht nominiert wurde – zu dieser Zeit durfte nur ein Einwechselspieler auf der Ersatzbank Platz nehmen. Neben zwei weiteren (und letzten) Ligapartien in der Saison 1976/77 saß er bei mehreren Gelegenheiten im Europapokal der Landesmeister auf der Reservebank, da in diesem Wettbewerb eine größere Anzahl von möglichen Ersatzspielern erlaubt war.
Nach zwei Leihperioden in der US-amerikanischen NASL bei Dallas Tornado (1978) und Houston Hurricane (1979) wechselte Kettle im August 1980 für eine Ablösesumme von 35.000 Pfund zum Viertligisten Wigan Athletic. Die Hoffnungen des 23-Jährigen auf eine Karriere in der A-Mannschaft einer Profimannschaft erfüllten sich aber auch dort nicht, denn nach einer schweren Knieverletzung endete 1981 sein Engagement in Wigan. Bis Mitte der 1980er-Jahre spielte er noch bei diversen Amateurklubs und bei seiner letzten Station FC South Liverpool arbeitete er erstmals als Trainer. Weitere Stationen in der sportlichen Leitung waren später der FC Southport, Stalybridge Celtic sowie in Wales der Rhyl FC.